# Miskolci Bölcsész Egyesület
A Miskolci Bölcsész Egyesület 1989-ben létrehozott, nem akkreditált oktatási intézmény.

## Története
A Miskolci Bölcsész Egyesület 1989-ben alakult, a létrehozók állítása szerint azzal a céllal, hogy meghonosítsa Miskolcon a Miskolci Egyetem egyik karaként a bölcsészképzést, és hogy Magyarországon feléledjen – az ő megfogalmazásuk szerint – a „magyarságközpontú szemléletmód” a felsőoktatásban. Németh Miklós akkori miniszterelnök az országgyűlési képviselők beadványát anyagi okok miatt elutasította. Arra azonban engedélyt adott, hogy „létesüljön magánegyetem, működjön állami épületegyüttesben, állami támogatás nélkül”. Ezen engedély alapján kezdte meg a tevékenységét az egyesület: 1400 hallgatót képeztek 12 szakon, öt karon egészen 1992-ig. Ugyanakkor az egyesület nem kapott állami akkreditációt.
Az 1990-ben megindított képzés kezdeti éveiben még viszonylag nagy számú hallgatóság tanult az egyesületnél, az akkori oktatók között pedig néhány ismert személy is volt. Ugyanakkor már az első időszakban megmutatkozott, hogy a szaktárca vezetése fenntartásokkal van az egyesület tevékenységével kapcsolatban, amely több ponton valóban törvénybe ütköző módon szervezte az „oktatást” (például a hatályos, az oktatásról szóló 1985/I. törvény nem tette lehetővé magánegyetem létesítését). Az egyesületnek hamarosan anyagi gondjai támadtak, amelyek abból adódtak, hogy nem voltak képesek pontosan felmérni az ilyen egyesület működtetésének kiadásait. Az állandóan visszatérő anyagi problémák komoly hátráltató tényezőnek bizonyultak. Miskolc vezetése azonban egyértelművé tette, hogy nem kívánja közpénzből támogatni a „magánegyetemet”.
1992-ben miniszteri rendelkezésre a hallgatók zömét átcsoportosították a Miskolci Egyetem akkor létrejött Bölcsészettudományi Karának szakjaira. Az egyesület volt tanulóit másod-, harmadévre vették fel, vagyis beszámították az egyesületnél befejezett éveiket.
Az egyesület azonban a Miskolci Egyetem akkreditált bölcsészképzésének létrejötte ellenére folytatta a tevékenységét – annak ürügyén, hogy az egyesület vezetőségének állítása szerint a Miskolci Egyetemen nem valósult meg az ún. „magyarságközpontú szemlélet”.

## Büntetőeljárás az egyesület ellen, majd az egyesület megbírságolása a fogyasztók félrevezetése miatt
Az egyesület a kezdetektől kérvényezi az állami akkreditációt, azonban ennek a feltételeit az egyesület nem teljesítette, ezért nem kapta meg az akkreditációt. Ennek ellenére olyan áldiplomákat kezdtek el kiállítani a náluk végzett hallgatóknak, amelyek hamisan igazolják a felsőfokú végzettség megszerzését.
Emiatt 2000 júliusában a Miskolci Ügyészség több mint százrendbeli közokirat-hamisítás vétségével vádolta meg a Miskolci Bölcsész Egyesület elnökét, Gyárfás Ágnest. A vád szerint az egyesület elnöke éveken keresztül olyan áldiplomákat állított ki és látott el kézjegyével, amelyek valótlanul igazolják az egyetemi, főiskolai végzettséghez kötött képesítés megszerzését, emellett kinézetre azonosnak tűnnek a valódi egyetemi diplomákkal, ezáltal megtévesztőek. A Miskolci Városi Ügyészség álláspontja szerint az egyesület elnöke erre nem volt jogosult, mivel a hatályos jogszabályok szerint csak akkreditált felsőoktatási intézmények állíthatnak ki ilyen okleveleket. Ennek ellenére Miskolci Bölcsész Egyesület elnöke különböző tanári végzettséget hamisan igazoló áldiplomákat bocsátott ki.
A Gazdasági Versenyhivatal 2008-ban vizsgálatot indított a magát akkor „Miskolci Bölcsész Egyesület Nagy Lajos Király Magánegyetemének” nevező egyesülettel szemben, melynek eredményeképpen megállapította, hogy „a Miskolci Bölcsész Egyesület Nagy Lajos Király Magánegyeteme nevének »Magánegyetem« fordulata, továbbá az általa használt dokumentumok egyes, felsőoktatási intézmény látszatát keltő megjelölései alkalmasak a fogyasztók megtévesztésére”. Emiatt 150 ezer forint bírság megfizetésére, valamint nevének módosítására kötelezték. Megtiltották, hogy dokumentumaikban és valamennyi reklámjaikban a „magánegyetem”, az „egyetem”, a „felsőoktatási intézmény” és a „szak” megjelölést feltüntessék, továbbá „díszdoktorrá” avatásról adjanak tájékoztatást. Azóta csak Miskolci Bölcsész Egyesület az elnevezése az áltudományos és dilettáns tevékenységéről hírhedt egyesületnek.

## Kritikák az egyesület áltudományos és dilettáns tevékenysége miatt
Az egyesületet számos kritika éri amiatt, hogy áltudományos és dilettáns elméleteket oktatnak.
Az egyesület elnöke, Gyárfás Ágnes azt állítja, hogy „gondolati úton képes megtisztítani a Szent Koronát”. Egyik eszmefuttatásában a következőt írta: 

„Őseink a kristályok erejének segítségével kommunikáltak és őrizték a régiek összegyűjtött tudását. Lófej formájú hatalmas kristálytömbökbe betáplálták kultúrkincseinket.”

Arról is beszélt, hogy szerinte hogyan kerültek a magyarok a Földre:

„Az ember, akit ő az égben teremtett, megjelent a Földön és leutazott a Földre, ezen a gigélen, ezen a zsélen, ezen a zselén a nők csónakszerű kál kicsi bárkákon jöttek, a férfiak pedig sárkánybárkákon.”

Gyárfás Ágnes szerint a „csillagközi átjáró” – amelyen át szerinte őseink a Földre érkeztek – valójában egy székelykapu volt.

## Képzései
Állami akkreditáció hiányában az egyesület nem folytat valódi egyetemi képzést, hanem csak felnőttképzést, az alábbi területeken:
- magyarságtudomány,
- magyar zene, kamarazene, magánének,
- pszichológia magyar lélekgyógyászat,
- szakrális építészet.

## Egyéb tevékenységei
- Könyvkiadás
- Az Ősi Gyökér című folyóirat szerkesztése és kiadása
- Az Annales Universitatis Litterarum et Artium Miskolciensis című  gyűjteményes  sorozat  kiadása
- Bölcsészgaléria működtetése
- Adventi Hangverseny (évente a hallgatók közreműködésével)
- Miskolci Passió (nagypénteken bemutatott Passiójáték)
- Magyar Őskutatási Fórum (augusztus első hetében)

## Korábbi, mára megszűnt képzések
- Európaismeret
- Magyarságismeret
- Művészettörténet
- Andragógia legújabb kutatási módszerei
- Előzetes képzésszint felmérése, képzési tanácsadás
- Selfness képzés
- Selfness speciális tréner
- Magyarságtudomány internetes képzés
- Angol nyelv
- Kamarazenészek művészképzése
- Népzeneismeret
- Főhivatású könyvtáros
- Ókortudomány
- Történelem
- Business School
- Német nyelv
- Magyar nyelv és irodalom
- Francia nyelv
- Kínai nyelv és művelődéstörténet
- Japán nyelv és művelődéstörténet
- Arab nyelv és művelődéstörténet
- Héber nyelv és judaisztika
- Török nyelv és művelődéstörténet

## Ismertebb egykori oktatói
- Szabó Mária
- Hidasi Judit
- Ranschburg Jenő
- Töttössy Csaba
- Vihar Judit
- Trom András
- Bakay Kornél
- Szabó Árpád
- Kazár Lajos
- Popper Péter
- Makkai Ádám
- Végvári Lajos
- Losonci Miklós
- Máger Ágnes
- Dümmerth Dezső
- Horváth Katalin
- Szabó Zoltán
- Hajdú Mihály
- Török Endre
- Imre Mihály
- Komlovszki Tibor
- Szabics Imre
- Süpek Ottó
- Katona Imre
- Raj Tamás
- Tőkei Ferenc
- Ujfalussy József